# GOSR2
GOSR2‏ (Golgi SNAP receptor complex member 2) هوَ بروتين يُشَفر بواسطة جين GOSR2 في الإنسان.

## الوظيفة
يُشفِّر هذا الجين بروتينًا غشائيًا ناقلًا للبروتينات بين حجرات غولجي الوسطى وعبر غولجي. ونظرًا لموقعه الكروموسومي ووظيفته الناقلة، قد يكون لهذا الجين دور في ارتفاع ضغط الدم الأساسي العائلي. وقد عُثر على ثلاثة متغيرات منقولة تُشفِّر ثلاثة أشكال متماثلة مختلفة لهذا الجين.
ترتبط الطفرات في جين GOSR2 بصرع بحر الشمال الرمعي التدريجي (NS-PME)، وهو نوع فرعي نادر من صرع بحر الشمال الرمعي التقدمي، وهو منتشر في شمال أوروبا.

## التفاعل
لقد ثبت أن GOSR2 يتفاعل مع USO1 و STX5.